# Serafin (imię)
Serafin – imię męskie pochodzenia semickiego. Wywodzi się od hebrajskiego słowa oznaczającego "płomienny". Nazwa często spotykana w Starym Testamencie.
Forma żeńska: Serafina
Serafin imieniny obchodzi: 12 października i 29 października.
Znane osoby noszące imię Serafin:
- Serafim Fernandes de Araújo (1924−2019) − kardynał katolicki
- Serafim Byrzakow (ur. 1975) – bułgarski zapaśnik walczący w stylu wolnym
- Serafin Rafał Sokołowski (ok. 1738 – po 1807) – sekretarz gabinetu Stanisława Augusta Poniatowskiego, konsyliarz Rady Nieustającej, poseł na Sejm Czteroletni
- Serafino Vannutelli − włoski kardynał
- Serafin z Sarowa − mnich i asceta wyznania prawosławnego